# WBSC 유럽
WBSC 유럽 (영어: World Baseball Softball Confederation Europe)은 유럽지역의 야구, 소프트볼, 베이스볼5 및 모든 국가대표팀과 클럽 대회를 관장하는 유럽 기관이다.
WBSC 유럽은 2018년 2월 10일 프랑스에서 열린 유럽 야구 연맹과 유럽 소프트볼 연맹의 특별 총회에서 설립되었다. 세계 야구 소프트볼 연맹의 합병 흐름에 따라 유럽은 야구와 소프트볼 조직을 하나의 단일 단체로 통합한 최초의 대륙이 되었다.

## 가맹국
2024년12월  기준

### 야구
| - 오스트리아 - 벨기에 - 벨라루스 - 불가리아 - 크로아티아 - 키프로스 - 체코 - 덴마크 - 스페인 - 에스토니아 - 핀란드 - 프랑스 |  | - 영국 - 조지아 - 독일 - 그리스 - 헝가리 - 아일랜드 - 이스라엘 - 이탈리아 - 코소보 - 라트비아 - 리투아니아 - 몰도바 |  | - 몰타 - 네덜란드 - 노르웨이 - 폴란드 - 포르투갈 - 루마니아 - 러시아 - 슬로베니아 - 산마리노 - 세르비아 - 스위스 - 슬로바키아 |  | - 스웨덴 - 튀르키예 - 우크라이나 |

### 소프트볼
| - 오스트리아 - 벨기에 - 불가리아 - 크로아티아 - 키프로스 - 체코 - 덴마크 - 스페인 - 에스토니아 - 핀란드 - 프랑스 - 영국 |  | - 조지아 - 독일 - 건지섬 - 그리스 - 헝가리 - 아일랜드 - 이스라엘 - 이탈리아 - 코소보 - 리투아니아 - 몰도바 - 몰타 |  | - 네덜란드 - 노르웨이 - 폴란드 - 루마니아 - 러시아 - 슬로베니아 - 산마리노 - 세르비아 - 스위스 - 슬로바키아 - 스웨덴 - 튀르키예 |  | - 우크라이나 |

## 같이 보기
- 유럽 야구 연맹(CEB)
- 세계 야구 소프트볼 연맹(WBSC)
- 국제 야구 연맹(IBAF)
- 국제 소프트볼 연맹(ISF)